# Мариэлочка
«Мариэлочка» — женский футбольный клуб из Йошкар-Олы.

## История
Идея создания женского футбольного клуба была заслугой тренера и основателя футбольного клуба «Мариэлочка» Евгения Леонидовича Петрова. Евгений Петров в 1985 году окончил Марийский государственный педагогический институт им. Н.К.Крупской по специальности «учитель физической культуры». Играл за команды республики. Тренерскую карьеру начал с тренировки дочери Ольги. Второй воспитанницей является Анастасия Рахматуллина, которая доросла до студенческой сборной страны.
В 2006 году образовалась команда «Звезда». Через год название изменилось на «Мариэлочку». Тогда же прошел первый женский Кубок Республики Марий Эл.
В 2011 году «Мариэлочка» заявилась в Первую лигу, дивизион «Центр-Волга». Два следующих года завоёвывала серебряные и бронзовые медали первенства «Поволжья». Эти успехи позволили подопечным Евгения Петрова выступить на итоговом турнире среди сильнейших команд всех шести зон Первой лиги. Слабая финансовая база поставила конец развитию клуба.

## Достижения
зональный турнир («Центр-Волга»/«Волга») первого дивизиона Чемпионата России по футболу среди женщин:
- победитель: 2016
- серебряный призёр: 2012, 2014
- бронзовый призёр: 2013

Кубок России по футболу среди женщин
- 1/16 финала (2ОТ): 2014
- 1/32 финала (1ОТ): 2015, 2016

## Результаты выступлений
| Клуб                               | Сезон | Дивизион | Зона        | Место    | И  | В | Н | П | РМ    | О  | Кубок          | Источник      |
| ---------------------------------- | ----- | -------- | ----------- | -------- | -- | - | - | - | ----- | -- | -------------- | ------------- |
| Мариэлочка                         | 2010  | второй   | финал       | 8 из 10  | 5  | 2 | 0 | 3 | 5-8   | 6  | не участвовала | [ 7 ]         |
| Мариэлочка                         | 2011  | первый   | Центр-Волга | 5 из 7   | 12 | 3 | 1 | 8 | 14-27 | 10 | не участвовала | [ 8 ]         |
| Мариэлочка                         | 2012  | первый   | Центр-Волга | из 7     | 12 | 6 | 4 | 2 | 24-10 | 22 | не участвовала | [ 9 ]         |
| Мариэлочка                         | 2012  | первый   | финал       | 6 из 12  | 6  | 2 | 1 | 3 | 5-8   | 7  | не участвовала | [ 9 ]         |
| Мариэлочка                         | 2013  | первый   | Центр-Волга | из 6     | 10 | 5 | 2 | 3 | 19-15 | 17 | не участвовала | [ 10 ]        |
| Мариэлочка                         | 2014  | первый   | Волга       | из 4     | 6  | 3 | 1 | 2 | 10-5  | 10 | 2ОТ            | [ 11 ] [ 4 ]  |
| Мариэлочка                         | 2014  | первый   | финал       | 11 из 11 | 5  | 0 | 1 | 4 | 4-16  | 1  | 2ОТ            | [ 11 ] [ 4 ]  |
| Звезда-Мариэлочка                  | 2015  | первый   | Центр       | 4 из 5   | 8  | 2 | 1 | 5 | 8-19  | 7  | 1ОТ            | [ 12 ] [ 13 ] |
| Звезда-Мариэлочка                  | 2016  | первый   | Волга       | из 4     | 6  | 6 | 0 | 0 | 18-2  | 18 | 1ОТ            | [ 14 ] [ 15 ] |
| Звезда-Мариэлочка                  | 2016  | первый   | полуфинал   | —        | 1  | 0 | 0 | 1 | 0-2   | 0  | 1ОТ            | [ 14 ] [ 15 ] |
| В сезоне 2017 участие не принимала |       |          |             |          |    |   |   |   |       |    |                |               |
| Мариэлочка                         | 2018  | второй   | Волга       | 4 из 6   | 2  | 1 | 0 | 1 | 3-5   | 3  | не участвовала | [ 17 ]        |
| Мариэлочка                         | 2019  | второй   | Волга       | 2 из 4   | 3  | 0 | 2 | 1 | 6-9   | 2  | не участвовала | [ 18 ]        |

## Тренеры
- 2006—2018 Евгений Петров
- 2019 и. о. Евгения Павлова[19]

## Известные игроки
- Ольга Лисина
- Виктория Доедалина[20]
- Анастасия Рахматуллина
- Юлия Свистунова[21]

## Примечание
1. ↑  Футбол. «Инвентарь для тренировок команды вожу с собой в машине. Не знаю, попадем ли мы на стадион…» marpravda.ru (27 ноября 2014). Дата обращения: 18 января 2021. Архивировано 22 января 2021 года.
2. ↑  Создатель женского футбола. газета «Йошкар-Ола». Архивировано 22 января 2021. Дата обращения: 31 августа 2014.
3. ↑  Девушкам-футболисткам из Йошкар-Олы помогают марийские боги. mariuver.com. Архивировано 4 августа 2021. Дата обращения: 26 декабря 2011.
4. 1 2  ФК «Мариэлочка» завершила чемпионат 2014 года. vnd12.ru. Архивировано 24 января 2021. Дата обращения: 22 октября 2014.
5. ↑  Женская футбольная команда «Мариэлочка» из Йошкар-Олы. Комсомольская правда. Архивировано 18 ноября 2017. Дата обращения: 17 ноября 2017.
6. ↑  «Мариэлочка» на грани. газета «Йошкар-Ола». Архивировано 22 января 2021. Дата обращения: 2 августа 2015.
7. ↑  Russia 2010 Women (англ.). Rec.Sport.Soccer Statistics Foundation. Архивировано 30 апреля 2021. Дата обращения: 4 июля 2013.
8. ↑  Russia 2011/12 Women (англ.). Rec.Sport.Soccer Statistics Foundation. Архивировано 1 мая 2021. Дата обращения: 4 июля 2013.
9. ↑  Russia 2012/13 Women (англ.). Rec.Sport.Soccer Statistics Foundation. Архивировано 10 января 2021. Дата обращения: 4 июля 2013.
10. ↑  Russia 2013 Women (англ.). Rec.Sport.Soccer Statistics Foundation. Архивировано 4 августа 2021. Дата обращения: 4 июля 2013.
11. ↑  Russia 2014 Women (англ.). Rec.Sport.Soccer Statistics Foundation. Архивировано 16 июля 2014. Дата обращения: 2 сентября 2015.
12. ↑  Russia 2015 Women (англ.). Rec.Sport.Soccer Statistics Foundation. Архивировано 30 апреля 2021. Дата обращения: 16 ноября 2017.
13. ↑  Заявка ФК «Звезда-Мариэлочка» на 2015 год. womenfootball.ru. Архивировано 12 марта 2016. Дата обращения: 15 августа 2015.
14. ↑  Russia 2016 Women (англ.). Rec.Sport.Soccer Statistics Foundation. Архивировано 9 января 2021. Дата обращения: 14 марта 2019.
15. ↑  Заявка ФК «Звезда-Мариэлочка» на 2016 год. womenfootball.ru. Архивировано 15 октября 2016. Дата обращения: 1 сентября 2016.
16. ↑  Russia 2017 Women (англ.). Rec.Sport.Soccer Statistics Foundation. Архивировано 27 апреля 2021. Дата обращения: 21 марта 2019.
17. ↑  Russia 2018 Women (англ.). Rec.Sport.Soccer Statistics Foundation. Архивировано 21 декабря 2019. Дата обращения: 20 декабря 2019.
18. ↑  Russia 2019 Women (англ.). Rec.Sport.Soccer Statistics Foundation. Архивировано 27 апреля 2021. Дата обращения: 20 декабря 2019.
19. ↑  Футбол с колес: кто помог «Мариэлочке» выиграть серебряные медали в Мордовии. myseldon.com. Дата обращения: 12 сентября 2019.
20. ↑  Комментарии игроков. Российский футбольный союз. Архивировано 22 января 2021. Дата обращения: 22 сентября 2011.
21. ↑  Юлия Свистунова. Российский футбольный союз. Дата обращения: 22 сентября 2011.